# Eparchia astańska
Eparchia astańska – jedna z eparchii wchodzących w skład Metropolitalnego Okręgu Rosyjskiego Kościoła Prawosławnego w Republice Kazachstanu, z siedzibą w Astanie. Jej ordynariuszem jest metropolita astański i kazachstański Aleksander (Mogilow), zaś funkcje katedry pełni sobór Zaśnięcia Matki Bożej w Astanie.

## Historia
W latach 1871–1916 w Wiernym (ob. Ałmaty) mieściła się siedziba eparchii turkiestańskiej i taszkenckiej. Gdy siedzibę tejże eparchii, dzięki zabiegom biskupa Innocentego (Pustynskiego), przeniesiono do Taszkentu, miasto Wierny stało się siedzibą jednego z dwóch biskupów wikariuszy administratury. W 1927 utworzono w nim natomiast samodzielną eparchię ałmacką i turkiestańską, która działała do 1944.
W Związku Radzieckim, przed 1944, duchowieństwo eparchii ałmackiej było poddawane prześladowaniom przez władze. Podczas pełnienia urzędu miejscowego biskupa aresztowani zostali biskupi Lew (Czeriepanow) w 1929, German (Weinberg) w 1932, Aleksander (Tołstopiatow) w 1936 i Tichon (Szarapow) w 1937. Po aresztowaniu ostatniego z wymienionych biskupów, razem z całym duchowieństwem pełniącej funkcję soboru cerkwi Wprowadzenia Matki Bożej do Świątyni w Ałmaty, katedra nie została już obsadzona. Cerkiew Wprowadzenia Matki Bożej do Świątyni została w 1937 zamknięta, co oznaczało, że na całym terytorium eparchii nie było już czynnych prawosławnych świątyń. W 1944 władze radzieckie zlikwidowały eparchię i podporządkowały jej terytorium sąsiedniej eparchii taszkenckiej i turkiestańskiej. W tym samym roku jej ordynariusz, biskup Cyryl, zdołał uzyskać zgodę na otwarcie cerkwi Kazańskiej Ikony Matki Bożej w Ałmaty.
W latach 1923–1925 terytorium eparchii było jednym z najsilniejszych centrów ruchu odnowicielskiego. W 1937 jego ostatnie świątynie zostały zlikwidowane na równi z parafiami uznającymi zwierzchnictwo Patriarchatu Moskiewskiego. W Ałmaty działali również grigoriewcy (najpóźniej od 1930 do 1933) i Cerkiew katakumbowa.
5 lipca 1945 eparchia ałmacka została restytuowana. Obejmowała odtąd niemal całe terytorium Kazachskiej SRR z wyjątkiem obwodów siemipałatyńskiego i pietropawłowskiego. Dzięki staraniom arcybiskupa, a następnie metropolity Mikołaja, na jej terenie działalność rozpoczęło lub wznowiło 40 parafii, zaś katedrą stał się sobór św. Mikołaja w Ałmaty. W 1951 do eparchii ałmackiej przyłączono eparchię siemipałatyńską, zaś w 1960 – pietropawłowską. Po tych zmianach liczba parafii w administraturze wzrosła do 85, jednak po nowej kampanii antyreligijnej lat 60. pozostało ich 46. W 1990 liczba parafii eparchii wynosiła 91.
W 1991 eparchia ałmacka i kazachstańska została podzielona na trzy: ałmacką i siemipałatyńską, uralską i gurjewską oraz szymkencką i akmolińską. Po tych zmianach w eparchii ałmackiej pozostało 41 parafii. W latach 90. XX wieku Rosyjski Kościół Prawosławny odzyskał szereg utraconych w poprzednich dziesięcioleciach obiektów sakralnych, wzniósł również kilka nowych soborów katedralnych w najważniejszych miastach Kazachstanu. W 1991 w Ałmaty powstała szkoła duchowna, zaś w 1997 – filia Instytutu Teologicznego św. Tichona w Karagandzie. W 2010 szkołę duchowną przekształcono w seminarium duchowne.
W związku z przeniesieniem stolicy Kazachstanu do Akmoły w 1997 (od 1998 – Astany) Święty Synod Rosyjskiego Kościoła Prawosławnego postanowił przenieść do tego miasta również stolicę eparchii. Od 1999 katedrą eparchii był sobór Świętych Konstantyna i Heleny, zaś w 2010 oddano do użytku nowy sobór Zaśnięcia Matki Bożej.

## Biskupi[4]
- Lew (Czeriepanow), 1927–1929

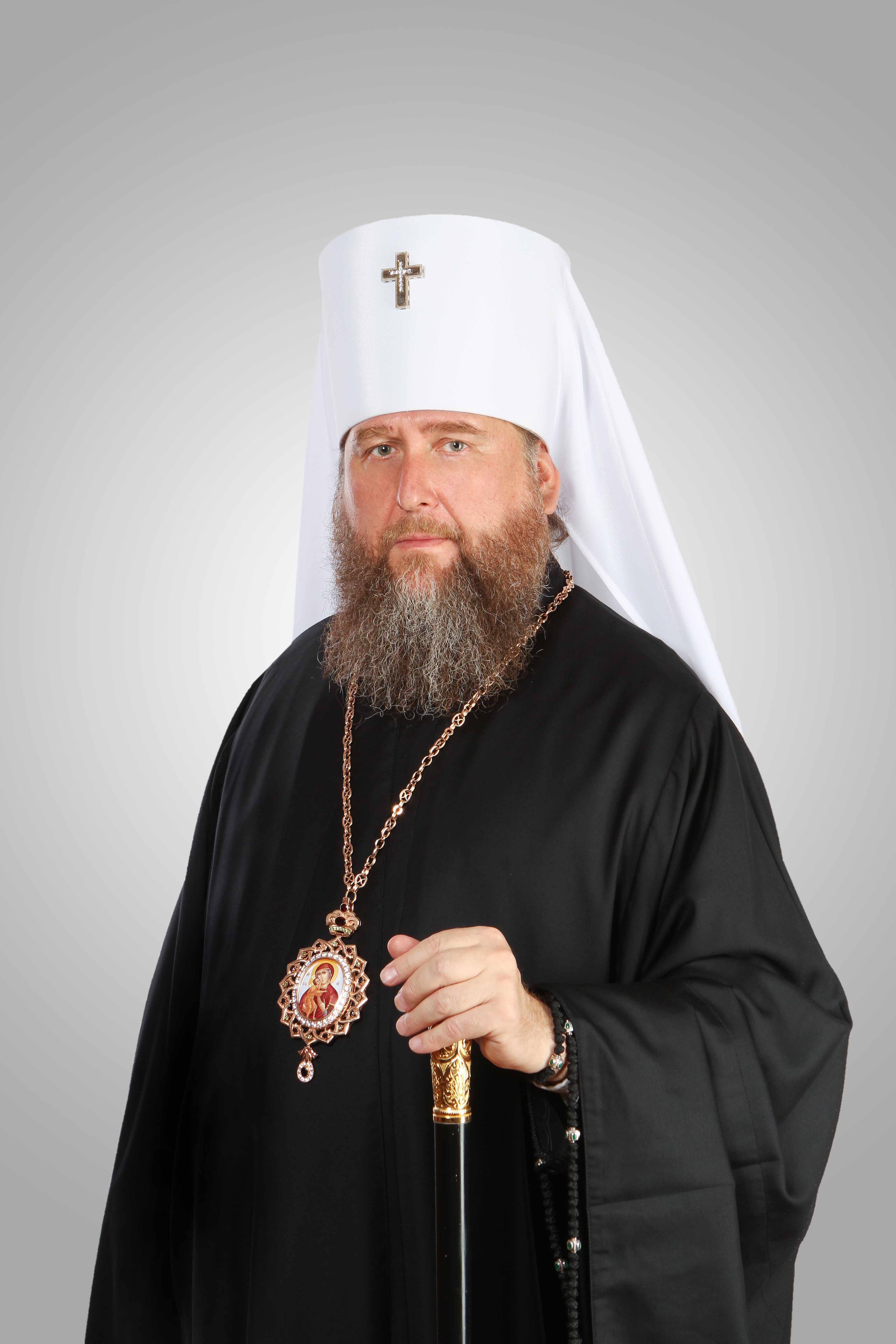
Metropolita astański i kazachstański Aleksander

- Augustyn (Bielajew), 1929 – nie podjął pracy duszpasterskiej, władze radzieckie nie zarejestrowały jego przybycia do Ałmaty
- German (Weinberg), 1930–1933
- Aleksander (Tołstopiatow), 1933–1936
- Tichon (Szarapow), 1936–1937
- Mikołaj (Mogilewski), 1945–1955
- Jan (Ławrinienko), 1956–1957
- Aleksy (Siergiejew), 1957–1958
- Innocenty (Leofierow), 1958–1960
- Józef (Czernow), 1960–1975
- Serafin (Gaczkowski), 1975–1982
- Ireneusz (Seredni), 1982–1984
- Euzebiusz (Sawwin), 1984–1990
- Aleksy (Kutiepow), 1990–2002
- Metody (Niemcow), 2003–2010
- Aleksander (Mogilow), od 2010

## Monastery
W eparchii astańskiej funkcjonują cztery monastery:
- monaster Świętych Serafina i Teognosta w Kaskelengu, męski
- monaster św. Sylwana w Issyku, męski
- monaster Iwerskiej Ikony Matki Bożej i św. Serafina z Sarowa w Ałmaty, żeński
- monaster Ikony Matki Bożej „Poszukiwanie Zaginionych” w Astanie, żeński[2]